# Vaso Portland

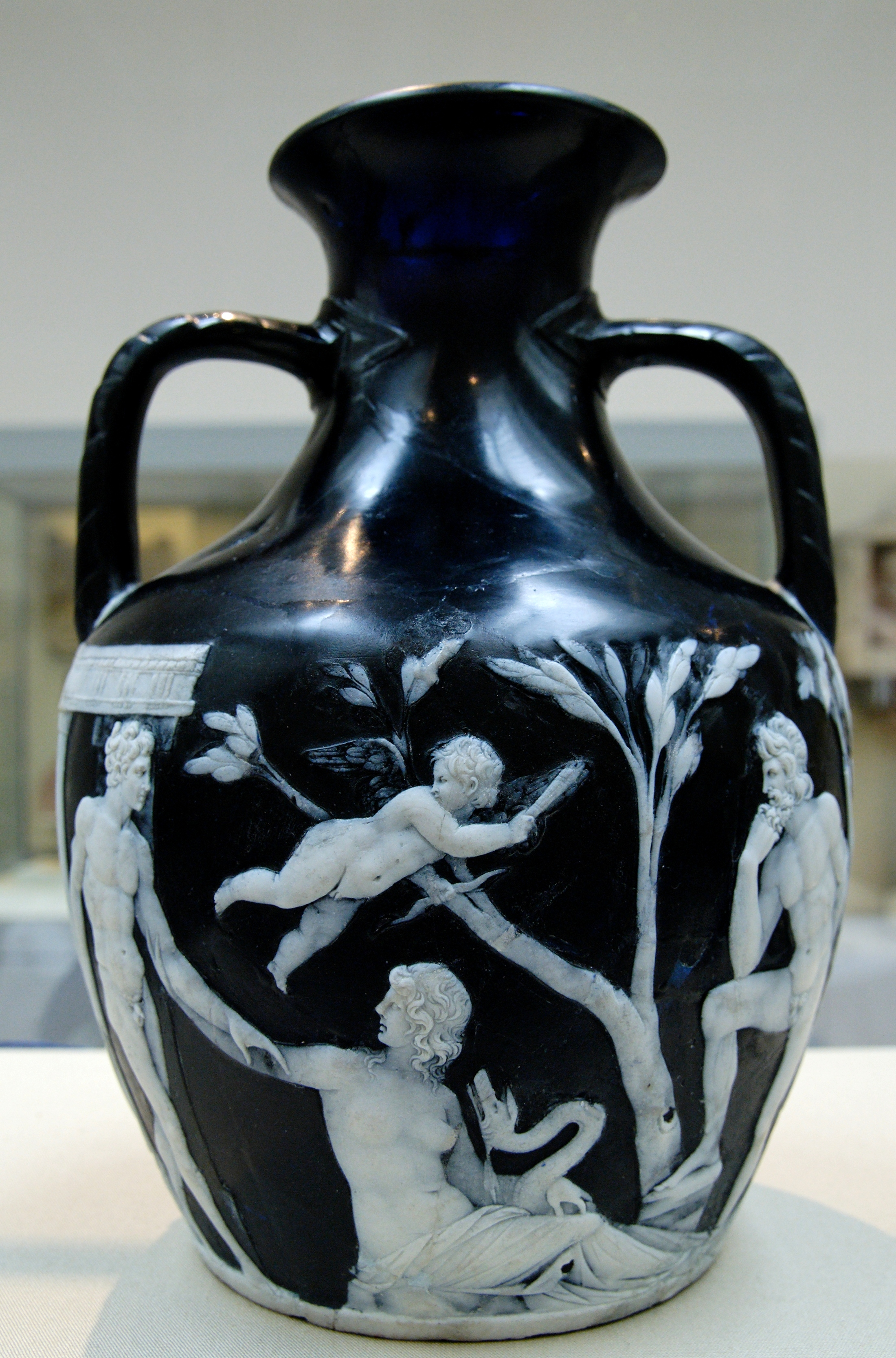
Vaso Portland, lato I. Secondo l'interpretazione sostenuta da Κ. Painter e D. Whitehouse (per i quali i due lati mostrano scene differenti) questo lato rappresenterebbe la nascita di Ottaviano e l'età d'oro da lui inaugurata, mostrando l'unione di Azia e Apollo con Ottaviano a sinistra e Nettuno, nume tutelare della vittoria di Azio.

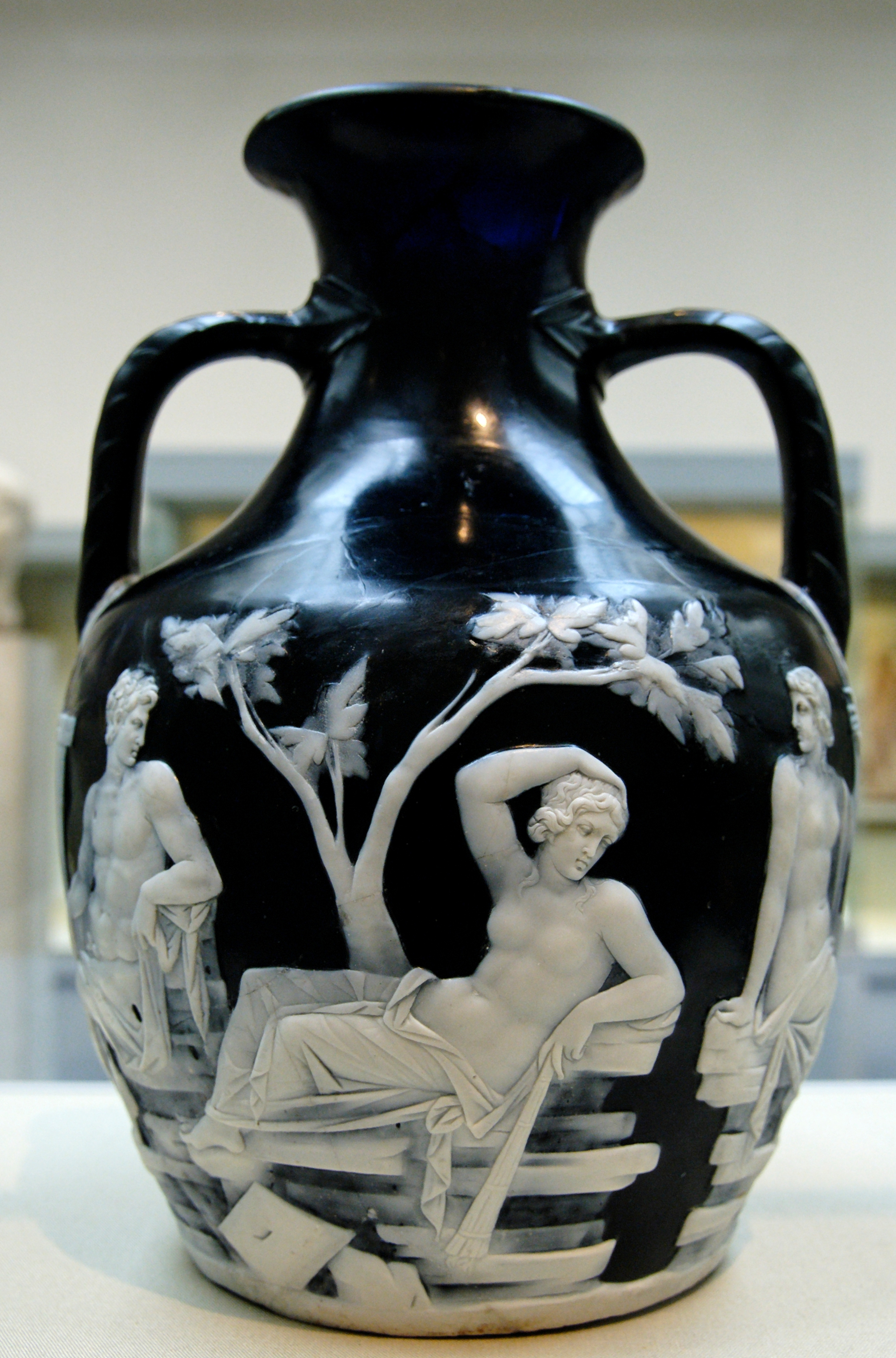
Il lato II rappresenterebbe la nascita di Paride e la distruzione di Troia, mito fondativo della civiltà romana.

Il Vaso Portland (detto anche Vaso Barberini) è un vaso vitreo del I secolo d.C., custodito al British Museum a Londra.

## Origine
Il Vaso Portland è il più famoso esempio di vetro a cammeo dell'antichità. L'origine è probabilmente romana e risale a un periodo tra la metà del I secolo a.C. (quando il vetro soffiato fu scoperto) e il tardo I secolo (quando i prodotti di vetro colorato cessarono di essere di moda). Secondo una datazione più esatta, apparterrebbe al periodo augusteo (31 a.C.- 14 d.C.) o comunque al I secolo a.C. in base allo stile delle rappresentazioni, più vicine al secondo stile: analogie con la Gemma augustea fanno pensare a una datazione al periodo augusteo precedente la morte di Augusto (30 - 10 a.C.). 
Il ritrovamento cinquecentesco potrebbe essere connesso con il luogo in cui fu scoperto il sarcofago di Alessandro Severo: ma lo Haynes contesta tale provenienza, affermando che la connessione con i Severi potrebbe spiegarsi diversamente dalla teoria secondo cui ne avrebbe contenuto le ceneri.
Le dimensioni sono 24 x 7,7 cm (altezza x diametro). Le figure sono composte di un vetro di colore blu cobalto: esso, nel suo decoro a figura su entrambi i lati, mostrerebbe - nell'opinione comune, risalente al Winckelmann - la rappresentazione delle mistiche nozze di Peleo e Teti con intagli da un rivestimento bianco, mentre E. Simon sostiene che il lato I mostri l'unione tra Azia maggiore e Apollo (l'attribuzione al dio del concepimento di Ottaviano rientrava nella propaganda di Giulio Cesare) e il II rappresenti il primo incontro tra i due. Secondo un'altra interpretazione il vaso contrappone l'amore felice (Eros) tra Apollo e Azia che si incontrano, a quello infelice di Enea e Didone, che si lasciano, per cui lei si  suicida dando fuoco al rogo dove è posta, osservata dalla sorella Anna. Si pensa inoltre che sia stato creato come regalo di matrimonio e che sia di fabbricazione italica.
Nel 2003 Jerome Eisenberg avanzò l'ipotesi che potesse trattarsi di un falso rinascimentale, basandosi principalmente sulla supposta incoerenza dell'iconografia.

## Storia
La prima attestazione del vaso risale al XVII secolo, fornita da Nicolas-Claude Fabri de Peiresc, che lo vide nella collezione del cardinale Del Monte a Roma nell'inverno del 1600-1601.
Dal 1626 divenne "il pezzo d’eccellenza nella collezione Barberini", che "era noto a Poussin (che ne aveva fatto una copia ad olio, perduta), tanto che è stato con plausibile ragione suggerito di riconoscere nella testa del giovane con berretto frigio su un foglio all’Ermitage, di mano dell’artista, uno schizzo dal vero del fondo del vaso". I viaggiatori stranieri in visita alla biblioteca dei Barberini ne riproducevano il disegno.
Nel 1782 o subito dopo, lo scozzese James Byres vendette a Sir William Hamilton per mille sterline il vaso che, dal 1783, fu a Londra. Dopo diversi passaggi di mano, nel 1810 esso fu depositato presso il British Museum dal quarto Duca di Portland dove risiede tuttora dopo essere stato regolarmente acquistato dal Museo nel 1945. 
Nel febbraio 1845 il vaso fu rotto in circa 200 pezzi da un individuo di nome William Lloyd che, ritenuto insano di mente, fu arrestato;  esso venne in seguito restaurato da John Doubleday.

## Tecnica
L'analisi del corpo blu e della parte bianca in rilievo indica per entrambi una tipica composizione soda-calce; lo strato bianco contiene in più l'opacizzante a base di antimonio.
La tecnica del cammeo prevedeva l'immersione del corpo colorato in un bagno di vetro bianco fuso. Dopo cottura e raffreddamento, la parte esterna bianca veniva modellata a seconda del disegno desiderato, probabilmente da un intagliatore di pietre preziose.